# Paulikirche (Chemnitz)

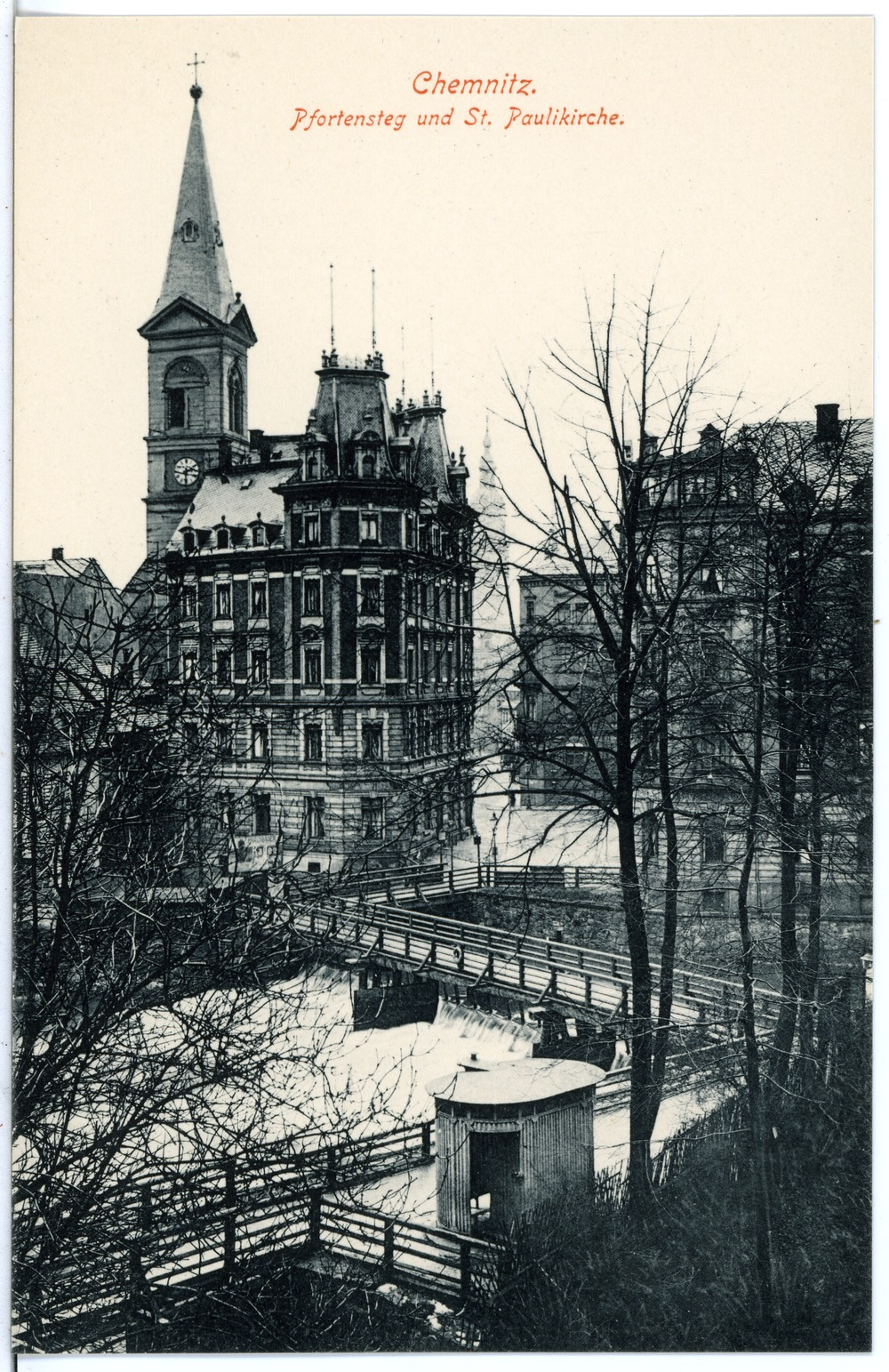
Paulikirche, 1913

Die Paulikirche – auch: St.-Pauli-Kirche – war ein evangelischer Kirchenbau in Chemnitz. Das wesentlich ältere, im Jahr 1875 umfassend umgebaute Gotteshaus wurde im Zweiten Weltkrieg beschädigt und 1961 gesprengt.

## Vorgeschichte
Papst Innozenz VIII. stimmte am 14. April 1485 der Stiftung eines Franziskanerklosters in Chemnitz zu. So zogen am 9. September 1485 sechzehn Brüder vom Barfüßerorden in ihr Haus in Chemnitz ein, das ab 1481 errichtet worden war.
Neben den Räumlichkeiten der Mönche gab es eine Hallenkirche mit Chor, einen Wirtschaftshof, etwas Gartenland und einen kleinen Friedhof auf dem Gelände. Die Mönche gewannen mit ihrem Arbeitseifer und Lebensstil Sympathie bei der Bürgerschaft, und viele Wohlhabende und Innungen traten der Laienbruderschaft bei.
Bei der zweiten Visitation zur Reformation gab es am 12. April 1540 zwischen den Visitatoren und den Franziskanermönchen Auseinandersetzungen: Der Abt Thilo Werner und seine Mönche verweigerten sich Luthers neuer Glaubenslehre, verließen ihr Kloster in Chemnitz und zogen in das Kloster in Halle an der Saale.
Während des Dreißigjährigen Krieges wurden die Gebäude auf dem Klostergelände zerstört.

## Geschichte und Gestalt
Zwischen 1750 und 1756 entstand auf dem wüsten Klostergelände die „Neue Johanniskirche“ – zur Entlastung der Kirche am Johannisfriedhof an der Zschopauer Straße. Am 25. August 1750 war Grundsteinlegung, am 31. Oktober 1756 Kirchweihe. Baumeister waren der Architekt Johann Gottlieb Ohndorff aus Freiberg sowie J. M. Mende und Ch. Hösel, beide aus Chemnitz.
Das schmucklose Gebäude mit hohen Fenstern war ein rechteckiger barocker Neubau mit neun Jochen und hatte keinen Kirchturm. Als Westwand nutzen die Baumeister das mittelalterliche Mauerwerk der Stadtbefestigung.
Das Kirchenschiff war ein heller Saal mit doppelgeschossigen Emporen und bot 1.600 Menschen Platz. Zu den Besonderheiten zählten die Skulpturarbeiten des Altars und die Silbermann-Orgel. Von 1813 bis 1815 wurde sie als Lazarett genutzt.
1875 teilte sich die Vorstadt-Kirchgemeinde aufgrund stark gestiegener Mitgliedszahlen: Die bisherige Neue Johanniskirche am Getreidemarkt wurde zur Pfarrkirche für das Kaßberg-Viertel und erhielt den Namen des Apostels Paulus.
Der Kirchenbau wurde umfassend renoviert und 1887 der 61 Meter hohe, im Stil des Neorenaissance gestaltete Kirchturm mit Glockenstuhl errichtet. Auch ersetzte eine Jehmlich-Orgel die Silbermann-Orgel. Der Raum  verfügte über mehr als 1.800 Sitzplätze. 1890 wurden farbige Kirchenfenster angeschafft, 1892 ein Deckengemälde erschaffen sowie die Kirche innen und außen neu gestrichen.
1905 entstand nach dem Entwurf von Stadtbaurat Möbius eine neobarocke Brauthalle, die dort aufgestellte Paulus-Statue schuf Bildhauer König. Ab 1930 erfolgten Umbauarbeiten.

## Jüngere Zeit und Gegenwart
Kurz vor Ende des Zweiten Weltkriegs, am 5. März 1945, brannte die Kirche – ausgelöst von Bomben-Treffern – aus.
Für die Kirchgemeinde war nach Kriegsende der Wiederaufbau ihres Gotteshauses das große Ziel: Die Ruine wurde gesichert und enttrümmert, der Turm wieder hergestellt. Die Umfassungsmauern wurden instand gesetzt und für den Aufbau eines neuen Dachstuhls vorbereitet.
1951 brachte die Kirchengemeinde 60.000 Mark auf, renovierte den Kirchturm und ließ einen Dachstuhl mit Schieferdach bauen. 1957 wurde der Wiederaufbau beschlossen und vorbereitet, im Innenraum sollte ein kirchliches Veranstaltungszentrum entstehen.
Jedoch gab es zeitgleich sozialistische Architektur-Pläne zur Neugestaltung des Stadtzentrums in Karl-Marx-Stadt (so der Name für Chemnitz ab 1953) – ohne die aus SED-Sicht störende Paulikirche.
Die politischen Machthaber setzten ihren Willen durch: Am 27. Februar 1961 informierte das Stadtbauamt Karl-Marx-Stadt die Kirchgemeinde, die Stadt habe entschieden, dass das Kirchen-Grundstück „für den Bau von achtgeschossigen Wohnblöcken in Anspruch genommen werden“ solle.
Gegen das sogenannte „Aufbaugesetz“ war im selbst so definierten „Arbeiter-und-Bauern-Staat“ kein juristischer Widerspruch zulässig. Der Vollständigkeit halber wurde von der Stadtverwaltung zugleich die Grundstücks-Enteignung vorgenommen – rückwirkend zum 1. Januar 1961.
Am 15. März 1961 wurde die St.-Pauli-Kirche gesprengt und dem Erdboden gleichgemacht.
Auf ihrer Grundfläche entstanden ein DDR-Wohnblock und ein Parkplatz.